# Amiota jizushanensis
Amiota jizushanensis är en tvåvingeart som beskrevs av Chen och Mahito Watabe 2005. Amiota jizushanensis ingår i släktet Amiota och familjen daggflugor. Inga underarter finns listade i Catalogue of Life.